# Université Özyeğin
L'université Özyeğin est une université de fondation fondée à Istanbul en Turquie le 18 mai 2007 par la fondation Hüsnü M. Özyeğin. 

## Historique de l'université

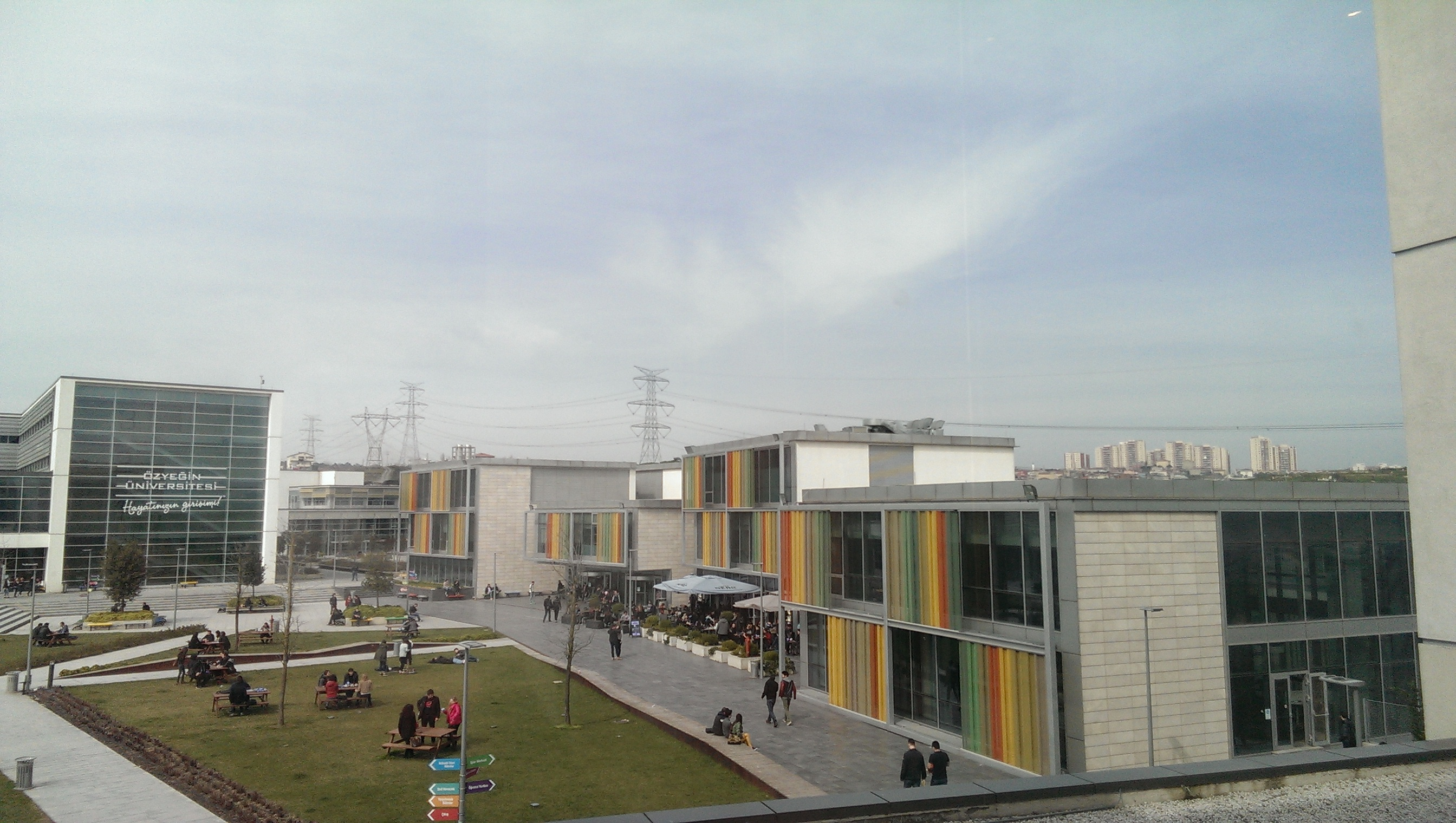
Université Özyeğin. Photo prise du bâtiment de la faculté de génie.

L'université a été fondée par la fondation Hüsnü M. Özyeğin et sa création a été approuvée par la loi sur la fondation no 5656, publiée au Journal officiel no 26526 du 18 mai 2007. 
L'université Özyeğin a admis sa première promotion d'étudiants au département d'Administration des affaires et a commencé ses études en septembre 2008.
Selon l'enquête « Universités les plus populaires » menée par Bloomberg Businessweek en 2014, Özyeğin se classait au 3e rang des universités de fondation, après les universités Sabancı et Koç, respectivement. L'université Özyeğin a également été classée 4e parmi toutes les universités dans le sondage en ligne mené auprès de 15 700 étudiants de 89 universités entre janvier et mai 2014. 
L'université Özyeğin s'est classée 6e parmi les universités les plus entrepreneuriales et innovantes de Turquie et a progressé dans le classement par rapport à 2013. 

## Campus
Le campus Altunizade est le premier campus de l'université, qui a été ouvert en juin 2008. L'université a inauguré le nouveau campus principal dans le quartier de Çekmeköy à Istanbul. Plus tard, le bâtiment d'Altunizade a été évacué et tous les départements ont été déplacés vers le campus de Çekmeköy en mai 2013.

## Organisation et structure
L'université Özyeğin vise à contribuer au développement de la société turque en produisant des connaissances originales, créatives et précieuses avec son système éducatif complètement moderne avec une structure innovante et des programmes d'éducation axés sur le secteur des services, ainsi que d'être financièrement accessible à tous les étudiants grâce aux bourses efficaces et modèles de soutien financier. 

## Universitaires

### Premier cycle
Faculté d'Architecture et de Désign
- Architecture (Anglais et Turc)
- Conception de la Communication
- Désign Industriel
- Architecture d'Intérieur et Désign Environnemental

Faculté des Affaires
- Bancaire et Financier
- Administration des Affaires
- Économies
- Entrepreneuriat
- Commerce International et Commerce
- Système de Gestion d'Informations

École d'Ingénieurs
- Génie civil
- Informatique
- Génie Electrique et Electronique
- Ingénieur Industriel
- Ingénierie Mécanique
- Sciences Naturelles et Mathématiques

Faculté de droit
- Droit

Faculté des Sciences Sociales (Anglais et Turc)
- Relations Internationales
- Psychologie

École des Sciences Appliquées
- Gastronomie et Arts Culinaires
- Gestion de l'Hôtel

École d'Aviation
- Gestion du Transport Aérien
- Programme de Vol Professionnel

École des Langues
- Programmes de Langues Modernes
- Programme Préparatoire d'Anglais
- Programmes d'Anglais de Premier Cycle

### École supérieure
École supérieure de commerce
- Entrepreneuriat
- MBA Exécutif
- Ingénierie Financière et Gestion des Risques, Couverte par la Graduate School of Engineering
- MBA
- Doctorat en Affaires

École supérieure d'ingénierie
- Architecture
- Génie Civil
- L'Informatique
- Génie Electrique et Electronique
- Ingénieur Industriel
- Ingénierie Mécanique

École supérieure des sciences sociales
- Programme d'études supérieures en Design, Technologie et Société (MA, Doctorat)
- Programme d'études supérieures en Droit
- Programme d'études supérieures en Psychologie